# Чекмарёв, Яков Григорьевич
Яков Григорьевич Чекмарёв (1906—1956) — начальник участка шахты имени Кирова треста «Ленинуголь» комбината «Кемеровоуголь». Герой Социалистического Труда (1948).

## Биография
Яков Григорьевич Чекмарев пришел на шахту в 1926 году. Работал грузчиком на поверхности, откатчиком, забойщиком. Когда 1935 году вступила в строй шахта имени Кирова, он вместе с другими забойщиками перешёл на новое предприятие.
С 1935 по 1938 год работал горным мастером, с 1938 года — начальник участка.
Из производственной характеристики: «Превосходно знающий шахту, любящий своё дело, энергичный и требовательный руководитель, он организовал и возглавил борьбу за овладение графиком цикличной работы на участке.» 

Метод цикличной работы, чёткая организация труда в забоях обеспечили участку успех. Отныне его коллектив начал уверенно перевыполнять государственный план добычи угля.
В 1943 году его участку было вручено на вечное хранение Переходящее Красное Знамя Новосибирского обкома ВКП(б). Все горняки получили премию по 10 тыс. рублей, деньги передали в фонд Ленинграда. В 1945 году коллектив участка, руководил которым Чекмарёв, добывал уголь одновременно в двух лавах и давал в сутки по 600 тонн.
16 января 1956 года возглавив в шахте первую посадку новой лавы, сумел предостеречь людей от гибели при внезапном завале, а сам погиб. Похоронен в г. Ленинск-Кузнецкий в Мартовском сквере по улице Ленина.

## Награды
- В 1948 году за выдающиеся успехи в деле увеличения добычи угля и внедрения передовых методов работы Президиумом Верховного Совета СССР Чекмарёву Я. Г. присвоено звание Героя Социалистического Труда.
- Орден Трудового Красного Знамени (1948), медаль «За доблестный труд в Великой Отечественной войне 1941—1945 гг».

## Память
- Улица, ведущая к шахте им. Кирова, названа именем Я. Г. Чекмарёва.
- В 1972 году местный скульптор А. П. Ёлкин изготовил Приз имени Я. Г. Чекмарёва, образец Приза был отвезён в Москву на хранение в Государственный исторический музей.